# Post Mountain
Post Mountain est une census-designated place du comté de Trinity, dans l'État de Californie, aux États-Unis. En 2020, elle compte une population de 3 032 habitants.